# Pro zhenu, mechtu i eshche odnu...
Pro zhenu, mechtu i eshche odnu... é um filme de comédia dramática russa de 2013, escrito e dirigido por Alexander Pozhenskiy. Ele recebeu críticas positivas, e também foi bem avaliado em diferentes festivais de cinema.

## Enredo
O filme conta duas histórias ou "realidades". Os protagonistas são um casal, Maria e Vasin, que descobrem que têm acesso a uma realidade alternativa, onde as oportunidades perdidas são uma realidade.

## Elenco
- Konstantin Yushkevich como Vasin[1]
- Alexandra Kulikova como Maria[1]
- Alexander Pozhenskiy como Anton[1]

## Produção
A fotografia principal levou apenas um mês para ser concluída, com um período de pós-produção de 18 dias. Foi filmado em Moscou e concluído e 9 de maio de 2013. Foi apresentado pela primeira vez a 12 de outubro de 2013 no centro de imprensa da RIA Novosti. O filme mantém uma classificação de +18 na Rússia.

## Festivais de cinema
Ele obteve atenção em diferentes festivais de cinema. Ele abriu o quarto festival de cinema Drugoe Kino. A 7 de novembro de 2013, ele apresentou-se no décimo festival internacional de cinema, Luch Angela, em Moscou. Foi selecionado para aparecer na versão 22 do Festival Internacional de Cinema de São Petersburgo, Festival de Festivais, realizado de 23 a 29 de junho de 2014. Foi incluído no programa competitivo do festival de cinema de Arthouse — Kinolikbez-V, realizado em Barnaul, de 14 a 17 de maio de 2014.
O filme foi aceite no 14.º fórum internacional de competição de cinema e televisão, Vmeste, realizado de 22 a 28 de agosto de 2014 em Yalta. O filme também foi escolhido para ser incluído no programa da sexta cerimónia de premiação do Strana National, realizada de 17 a 19 de março de 2015.

## Televisão
Foi lançado na televisão a 16 de agosto de 2014 no canal NTV Plus. Desde 18 de outubro de 2014, foi transmitido no canal de filmes russo TV1000, de 26 de outubro na Our HD Tricolor TV e de 7 de fevereiro de 2015 no canal de televisão Mir.